# البرتون (واشینگتن)
البرتون (به انگلیسی: Elberton) یک منطقهٔ مسکونی در ایالات متحده آمریکا است که در شهرستان ویتمن، واشینگتن واقع شده‌است.